# 無線方向探知機

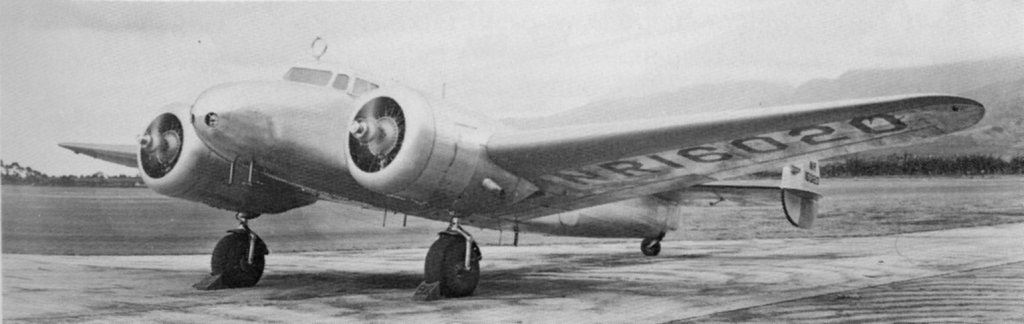
アメリア・イアハートのロッキードモデル10エレクトラ、コックピットの上に円形のRDFアンテナが見える

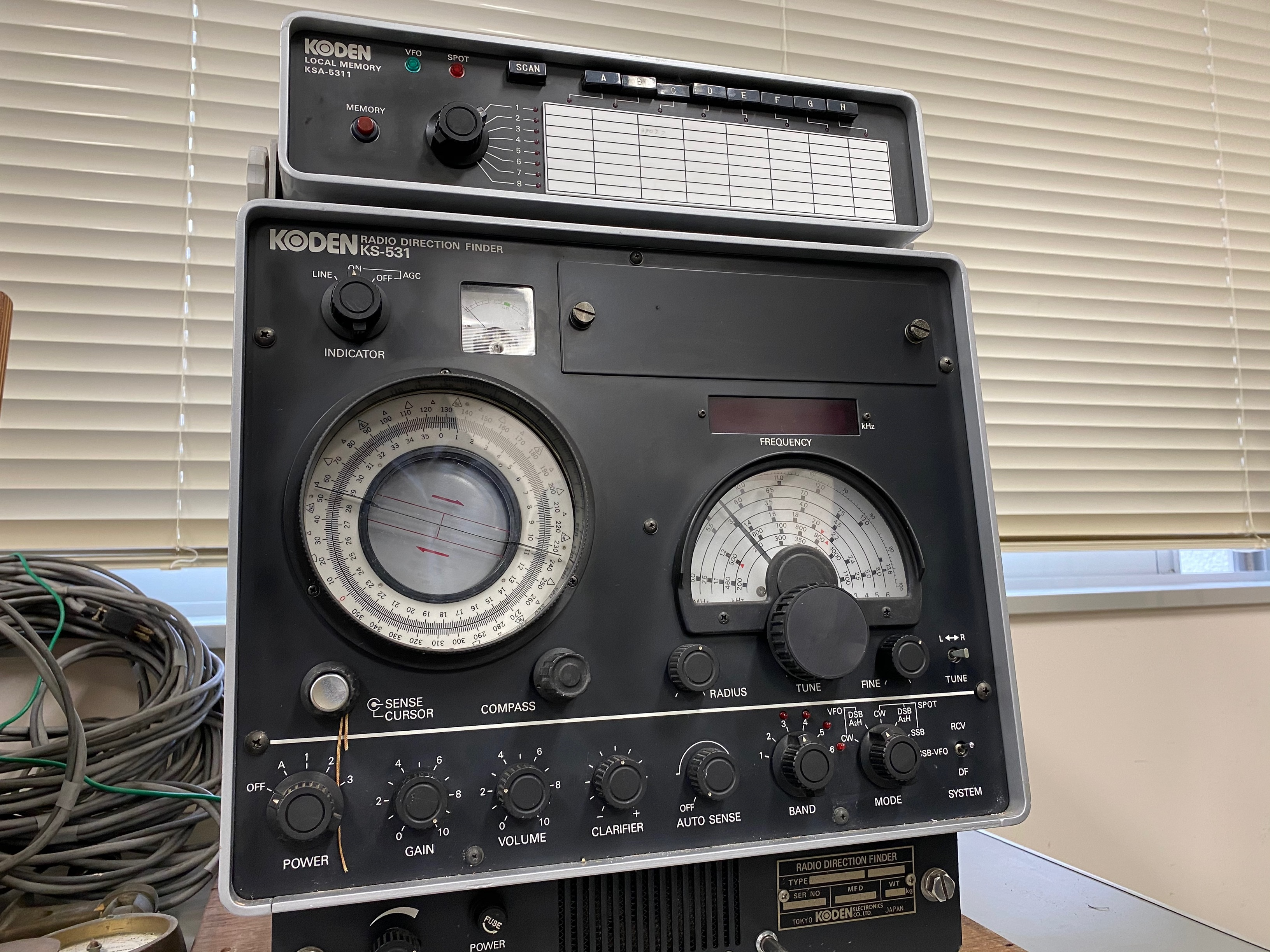
KODEN製　無線方位測定機

無線方向探知機（むせんほういそくていき、英語: radio direction finder, RDF）とは、無線方位信号所から送られる電波を受信し、電波の来た方向を測定する（方向探知）ための機械。船舶・航空機で利用され、無線方向探知機・方探と呼ばれる。2つの無線方位信号所からの方向を測定し、クロス方位法を利用して自地点を割り出すこともできるが、GPSなどと比べると精度が悪いため、船舶では現在利用されていない。